# Rio Catundó
Le rio Catundó est une rivière brésilienne de l'ouest de l'État de Santa Catarina, et fait partie du bassin hydrographique du río Uruguay.

## Géographie
Il naît dans la serra do Capanema, sur le territoire de la municipalité de Campo Erê.
Il s'écoule vers le sud, traverse les municipalités de Campo Erê et Santa Terezinha do Progresso avant de se jeter dans le rio Sargento.